# Going Off on Two
Going Off on Two is een studioalbum van The Tangent. Na de tournee behorende bij het vorige album ging The Tangent opnieuw de studio in. Tillison, leider van de band, had weer nieuwe leden en wilde een soort livealbum uitbrengen, maar dan niet een die opgenomen was in een grote zaal. Hij kwam uit in een studiocomplex, dat gebouwd was in een voormalig abattoir in Stockport nabij Manchester. Om het benodigde geld te verzamelen werden fans aangeschreven en deze konden in april 2011 een compact disc met dvd tegemoet zien. De band staat in enigszins claustrofobische ruimte dicht op elkaar te spelen, nadat er eerst drie dagen geoefend was. De muziek is daarbij zo veel mogelijk zonder aanpassingen achteraf op de opnameapparatuur gezet. Tillison legde in de "extra's" op de dvd uit hoe de opnamen van zijn toetsinstrumenten plaatsvond, voornamelijk via de pc, zijn bijnaam is "Discdrive". 

## Musici
- Andy Tillison zang, toetsinstrumenten
- Jonathan Barrett – basgitaar
- Luke Machin – gitaar, zang
- Tony Latham – slagwerk
- Theo Travis – dwarsfluit, saxofoons

## Muziek
Alle van Andy Tillison

| Nr. | Titel                                 | Duur       |
| --- | ------------------------------------- | ---------- |
| 1.  | Where are they now?                   |            |
| 2.  | The mind’s eye                        |            |
| 3.  | Perdu dans Paris                      |            |
| 4.  | Paroxetine 20mg                       |            |
| 5.  | A sale of two souls                   |            |
| 6.  | GPS Culture/The music that died alone |            |
| 7.  | In darkest dreams (alleen op dvd)     | 21 minuten |

In The music that died alone zit een fragment van Do It Again van Steely Dan, in In the darkest room een fragment van Tangerine Dreams Phaedra.